# راه‌پیمایی منظم

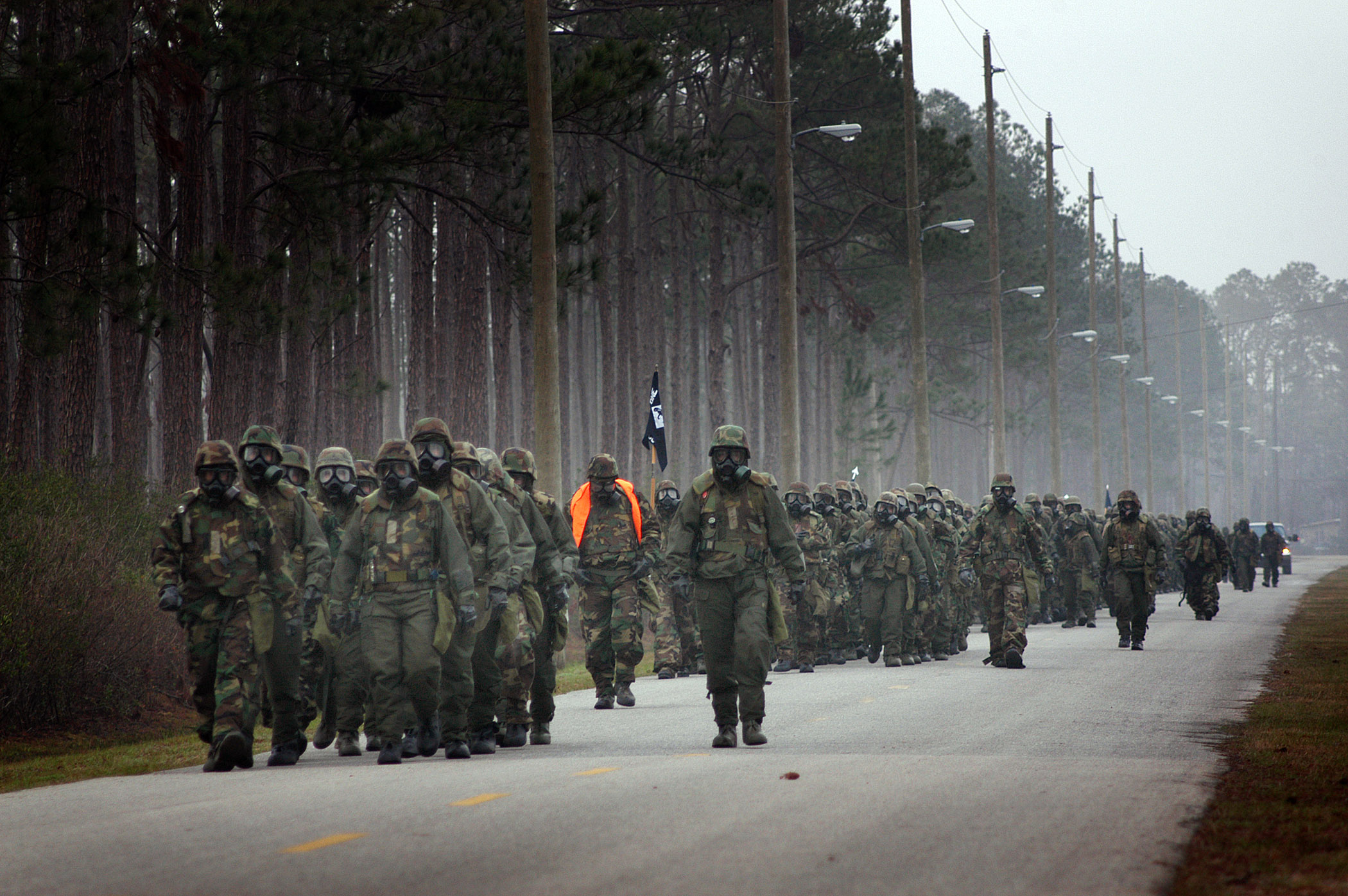
گردان ساخت نیروی دریایی ایالات متحده NMCB-1 (دریانوردان نیروی دریایی ایالات متحده) در مسیر حرکت می‌کنند.

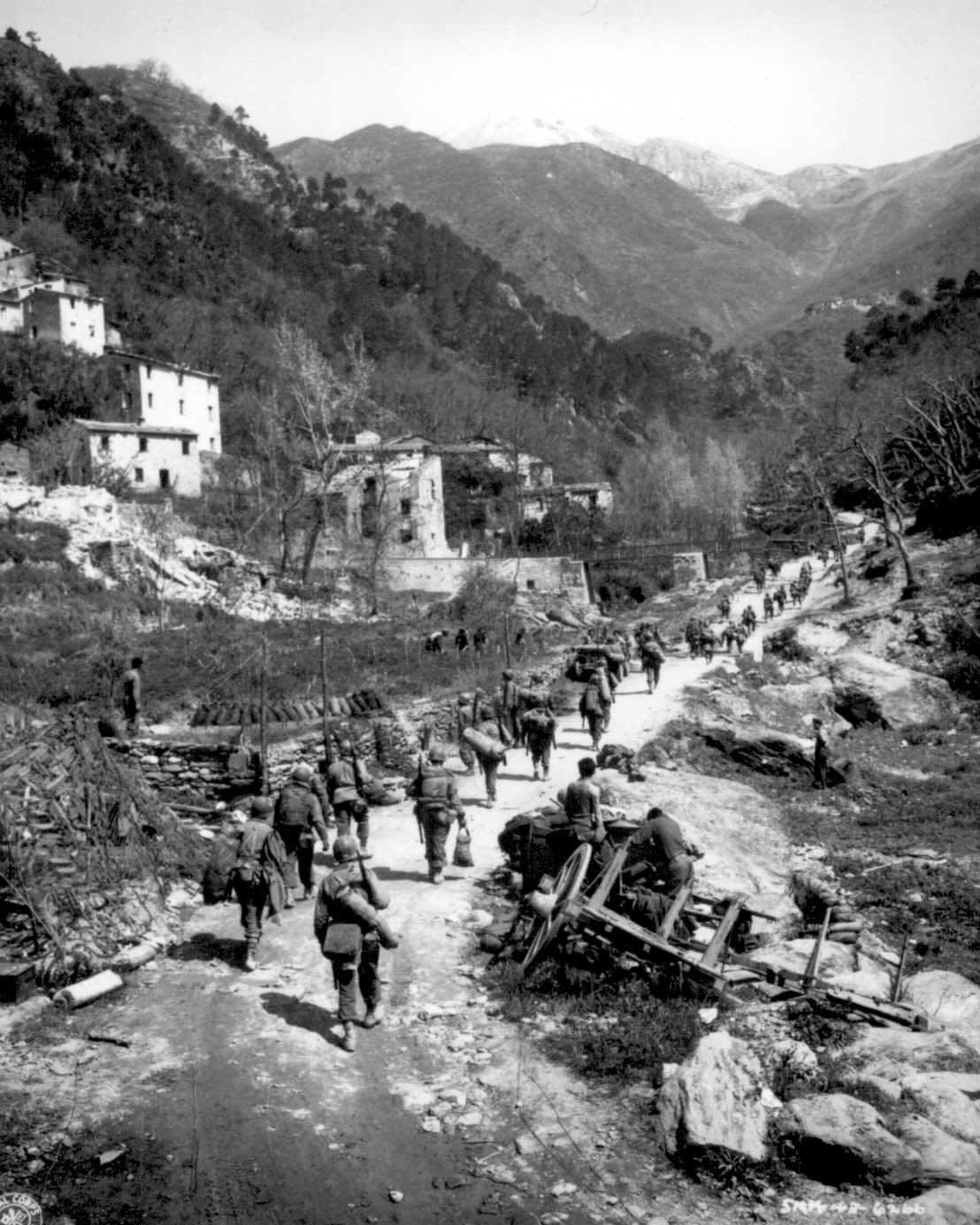
370th هنگ پیاده‌نظام، ارتش ایالات متحده، در مسیر قدم زدن به کوه‌های شمال Prato، ایتالیا، (خط گوتیک) - آوریل ۱۹۴۵.

راهپیمایی منظم (مارش Marching) به پیاده‌روی پیوسته به صورت منظم و یکدست منظم گروهی گفته می‌شود که به صورت پیوسته یا با فاصله‌های زمانی منظم انجام می‌گیرد. به‌طور معمول، مارش به راهپیمایی افراد نظامی و یکانهای نظامی گفته می‌شود. این بخش عمده ای از آموزش‌های اساسی نظامی در اکثر کشورها است. یادگیری راهپیمایی و رژه بر اساس صدای طبل و آلات موسیقی رزمی و فرمان‌های فرمانده، بخشی از آموزش سربازان است.

## نظم بر پایه مارش نظامی
راهپیمایی اغلب به همراه مارش نظامی انجام می‌شود و به‌طور معمول با رژه‌های تشریفاتی نظامی و غیرنظامی همراه است.
برای راهپیمایی ریتمیک، افراد باید لباس، پوشش، فاصله از فرد کناری و فاصله با فرد جلویی خود را حفظ کنند که به‌طور خلاصه به انگلیسی DCID نامیده می‌شود:
- لباس - همسان با لباس افراد مجاور
- پوشش - همتراز با شخص جلو
- فاصله کناری - فاصله با شخص کناری
- فاصله مستقیم - فاصله با فرد جلویی